# Nufarm
A Nufarm é uma empresa com sede na cidade australiana de Melbourne. Possui uma variedade de mais de 2100 produtos na área química de defensivos agrícolas e sub protudos para aplicações em diversos seguimentos da indústria química. A área de atuação da empresa abrange mais de 100 países pelo mundo tendo unidades produtivas em 14 nações.
No Brasil a empresa opera a Agripec detendo 100% de seu capital desde 2007 É a primeira empresa do ramo no mundo a incluir advertências de segurança em linguagem braile em suas embalagens
].